# Richard Marles
Richard Marles (ur. 13 lipca 1967 w Melbourne) – australijski polityk, w 2013 minister handlu, wicepremier od 2022, minister ds. zatrudnienia w 2022, od 2022 minister obrony Australii.

## Życiorys
Studiował prawo na Uniwersytecie w Melbourne. W 1998 został zastępcą sekretarza Transport Workers' Union of Australia. Od 2007 jest członkiem Izby Reprezentantów, reprezentuje okręg Corio. W latach 2009–2010 pełnił funkcję sekretarza parlamentarnego ds. innowacji i przemysłu, w latach 2010-2013 – ds. wysp Pacyfiku, a 2012-2013 – spraw zagranicznych. Od 5 do 22 marca 2013 był ministrem handlu w gabinecie Kevina Rudda. Od 18 października 2013 do 23 lipca 2016 był ministrem ds. imigracji i obrony granic w australijskim gabinecie cieni, od 23 lipca 2016 do 28 stycznia 2021 był w nim ministrem obrony, a od 28 stycznia 2021 do 23 maja 2022 – ministrem ds. narodowej odbudowy, zatrudnienia, umiejętności i małych przedsiębiorstw i ministrem nauki. Od 30 maja 2019 jest wiceprzewodniczącym Australijskiej Partii Pracy. 23 maja 2022 objął funkcję ministra ds. zatrudnienia oraz wicepremiera w gabinecie Anthony’ego Albanese’a. Od 1 czerwca 2022 jest ministrem obrony.

## Życie prywatne
Mieszka w Geelong. Ma żonę Rachel i czwórkę dzieci: Sama, Isabellę, Harveya i Georgię.